# Witold Zalewski

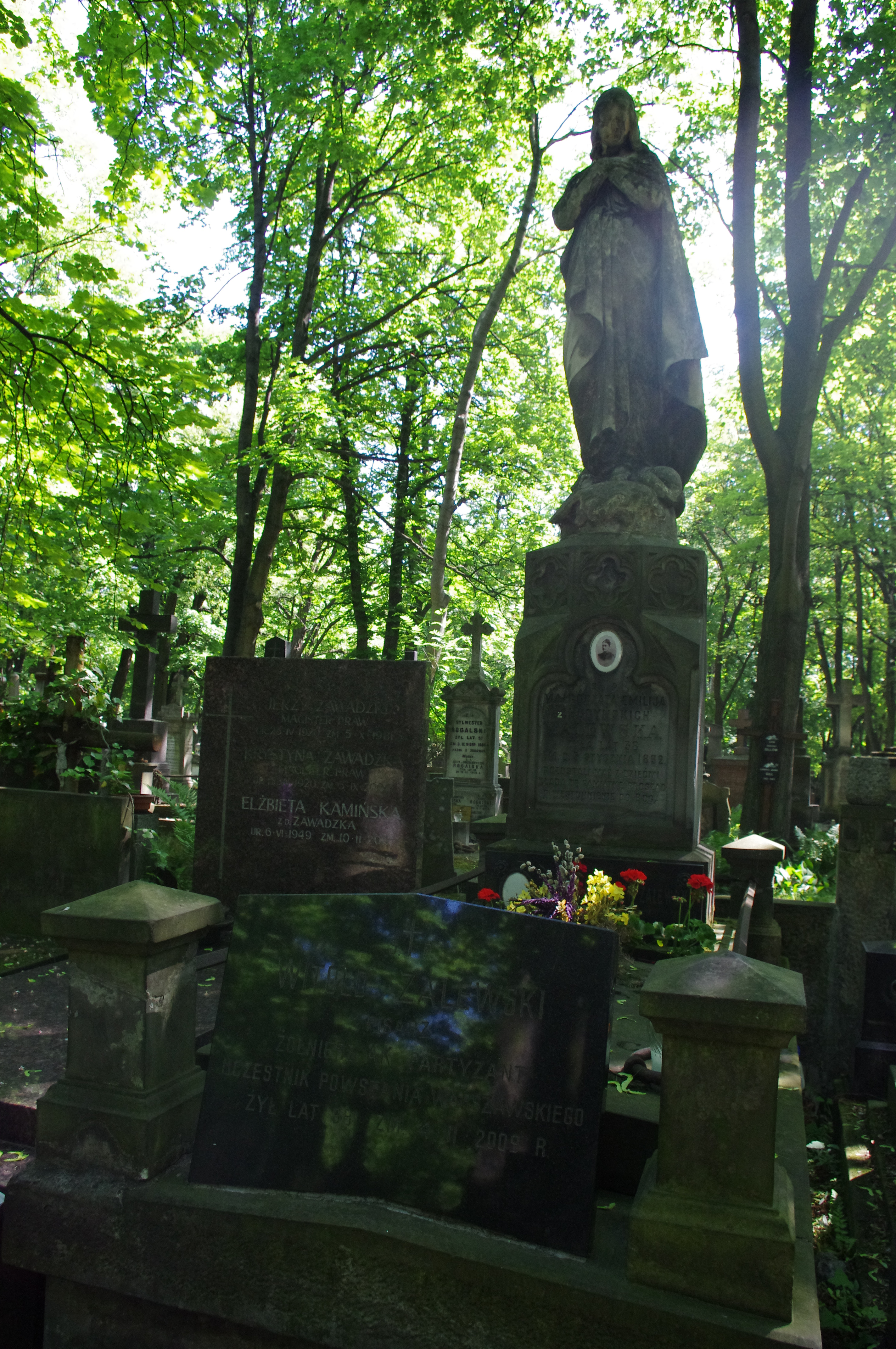
Grób pisarza Witolda Zalewskiego na cmentarzu Powązkowskim w Warszawie

Witold Zalewski (ur. 4 stycznia 1921 w Siedlcach, zm. 4 lutego 2009 w Warszawie) – polski pisarz, publicysta, scenarzysta, reportażysta, uczestnik powstania warszawskiego.

## Życiorys
Urodził się w rodzinie Władysława (zm. 1956), adwokata, majora Wojska Polskiego, i Wandy z Jasieńskich (zm. 1991). 
Podczas okupacji niemieckiej działał zarówno w podziemnym życiu literackim jak i w ruchu oporu: studiował historię na tajnych kompletach Uniwersytetu Ziem Zachodnich i należał do Armii Krajowej. Jako pisarz debiutował w 1943 roku na łamach pisma „Dźwigary”. Uczestniczył w walkach w Lubelskiem, następnie walczył w powstaniu warszawskim. Podczas zdobywania budynku PAST-y został ranny. Po kapitulacji powstania przebywał w Stalagu-IVB/Z w Zeithain, z którego wyszedł w 1945 roku.
Od 1946 roku pracował w redakcji tygodnika „Pokolenie”, zaś od 1948 był współredaktorem „Nowin Literackich”. W latach 1952–1963 pracował dla „Przeglądu Kulturalnego”, a od 1963 do 1970 roku dla „Kultury”. W latach 1967–1989 był kierownikiem literackim Zespołu Filmowego „Tor”. Członek Związku Literatów Polskich. 23 sierpnia 1980 roku dołączył do apelu 64 uczonych, pisarzy i publicystów do władz komunistycznych o podjęcie dialogu ze strajkującymi robotnikami. Był członkiem PZPR, z której wystąpił po 13 grudnia 1981 roku. 
Zmarł w Warszawie, pochowany 12 lutego 2009 roku w grobie rodziny Zalewskich na cmentarzu Powązkowskim w Warszawie (kwatera D-4-28).

## Twórczość
- 1946 – Śmiertelni bohaterowie
- 1949 – Broń
- 1950 – Traktory zdobędą wiosnę
- 1951 – Urodzaj
- 1953 – Na wirażu
- 1957 – Ziemia bez nieba
- 1958 – W poszukiwaniu dnia dzisiejszego
- 1960 – Ranny w lesie
- 1960 – Widok Żółtej Rzeki. Chiny (seria: „Świat się zmienia”)
- 1963 – Półsezon w wielkim świecie (seria: „Świat się zmienia”)
- 1964 – Pruski mur
- 1965 – Noce i świt i inne utwory
- 1968 – Odmiany nadziei
- 1972 – Splot słoneczny
- 1975 – Czarne jagody
- 1976 – Dolina Królów
- 1979 – Ostatni postój
- 1981 – Niezwyciężeni
- 1985 – Pożegnanie twierdzy
- 1988 – Wysłannik

## Ordery i odznaczenia
- Order Sztandaru Pracy II klasy
- Krzyż Oficerski Orderu Odrodzenia Polski
- Krzyż Kawalerski Orderu Odrodzenia Polski (11 lipca 1955)[1]
- Krzyż Walecznych
- Medal 10-lecia Polski Ludowej (12 stycznia 1955)[6]

## Nagrody
- Państwowa Nagroda Artystyczna III stopnia w dziale literatury za zbiór reportaży literackich pt. Traktory zdobędą wiosnę (1950)[7]
- Nagroda Ministra Kultury i Sztuki II stopnia (1965)
- Nagroda "Miesięcznika Literackiego" (1977) za książkę "Dolina Królów" (Państwowy Instytut Wydawniczy)[8]
- Nagroda Ministra Kultury i Sztuki I stopnia w dziedzinie literatury za książkę Ostatni pokój (1981)[9]
- Nagroda Funduszu Literatury (1989)
- Nagroda Literacka im. Władysława Reymonta za całokształt twórczości (2003)